# Timbre 2 pence 1935 non dentelé verticalement
Le timbre 2 pence 1935 non dentelé verticalement est un timbre-poste expérimental émis en 1935 par l'Irlande. Il s'agit d'un des timbres les plus rares et les plus chers du pays et il est souvent désigné par ses références "Scott 68b" (Scott), "SG 74b" (Stanley Gibbons) ou "YT 43a" (Yvert et Tellier).

## Détails
Ce timbre rare est semblable au timbre de 2 pence émis le 6 décembre 1922 représentant une carte d'Irlande dentelé 15x14, hormis le fait qu'il n'est pas dentelé sur ses 2 côtés verticaux. Il s'agit d'un timbre de rouleau, l'absence de dents latérales favorisant le débit du distributeur. Comme pour tous les timbres de la série courante, ce timbre utilise le premier filigrane irlandais qui est une stylisation des lettres "s" et "e" représentant le nom du pays Saorstát Éireann (État libre d'Irlande).

## Histoire
Le timbre a été identifié en 1937, mais n'a été reconnu immédiatement par les catalogues philatéliques. Il a fallu attendre 1952 pour que le catalogue Scott le référence. Au fil des années, vingt exemplaires neufs ont été identifiés, le nombre d'exemplaires oblitérés n'étant pas connu précisément. Il existe également quelques cas des timbres sur lettre même si Dublin suggère que tous les timbres irlandais sont rares sur lettre.
Un débat relatif à l'authenticité de ce timbre est apparu dans le milieu des années 1990. Ces exemplaires particuliers auraient été fabriqués à partir de timbres de la série courante possédant quatre côtés dentelés. Cette hypothèse a été discréditée par deux négociants de timbres irlandais Joe Foley et Ian White. Ceux-ci ont prouvé qu'un telle transformation aurait endommagé les timbres. Des documents d'archives ont également été trouvés et prouvent que ce timbre avait bien été prévu et commandé par l'administration postale irlandaise.

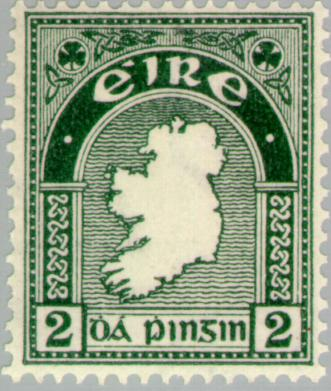
Timbre (YT 43) dentelé normalement sur les 4 côtés.
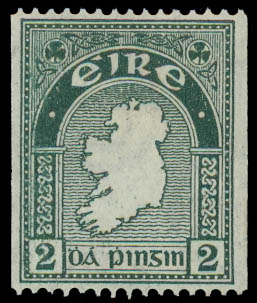
Exemplaire neuf du timbre non dentelé verticalement, vendu en 2011 par la maison de vente Kelleher Auction pour 12 500 $[5].

## Falsification
En 2004, une falsification de ce timbre a été signalée par le journal de l'association philatélique irlandaise. Cet exemplaire proposé à la vente est plus pâle que l'original. L'impression sur fond blanc est également plus grossière et le papier ne possède pas de gomme. Enfin, la zone imprimée du timbre est de 18,0 mm x 22,5 mm alors qu'elle est de 18,5 mm x 22,0 mm pour l'original.